# Liu Wendian
Liu Wendian (chinesisch 劉文典 / 刘文典, W.-G. Liu Wen-tien; Zi: Shuya 叔雅; geboren Dezember 1889; gestorben 15. Juli 1958) war ein chinesischer Philologe (guoxuejia) und Pädagoge. Er wurde in Hefei, Anhui geboren, seine Familie stammte aus Huaining in Anhui. Wie Liu Shipei und Zhang Taiyan folgte er Sun Yat-sen und nahm an der „Zweiten Revolution“ teil. Auf Chen Duxius Empfehlung wurde  er 1917 Professor für chinesische Kultur an der Peking-Universität. 1927 leitete er die Gründung der Anhui-Universität. Später unterrichtete er an der Tsinghua-Universität, der Vereinigten Südwest-Universität und der Yunnan-Universität. Nach der Befreiung war er Professor auf nationaler Ebene und Mitglied des Nationalen Komitees der Politischen Konsultativkonferenz des chinesischen Volkes. Liu Wendian hat sich Verdienste um die Erforschung einiger früher chinesischer Texte erworben, insbesondere des Zhuangzi und des Huainanzi (von Liu An 刘安). Sein Zhuangzi buzheng 庄子补正 beispielsweise diente als Grundlage der Übersetzung von Burton Watson (The complete works of Chuang Tzu, New York and London, 1968).
Während seiner Präsidentschaft an der Anhui-Universität bezeichnete er Chiang Kai-shek einmal als „neuen Kriegsherrn/Warlord“ (新军阀).

## Publikationen (Auswahl)
- Zhuangzi buzheng 庄子补正 (Yunnan renmin chubanshe, 1980 / zuerst: Shanghai, Shangwu yinshuguan 1947)
- Huainan honglie jijie 淮南鸿烈集解 (Wanyou wenku)
- Sanyu zhaji 三余札记

- Liu Wendian quan ji 劉文典全集 (Sämtliche Werke)
- Liu Wendian quanji bubian 劉文典全集補編 (Sämtliche Werke, Supplement)